# Danilo Morini
Danilo Morini (Villa Minozzo, 21 aprile 1934 – Reggio Emilia, 26 agosto 2023) è stato un politico e funzionario italiano.

## Biografia
Studente di giurisprudenza, aderì alla FUCI. Conseguita la laurea dopo la guerra, iniziò l'impegno politico con la Democrazia Cristiana.
Nel 1956 fu eletto sindaco di Castellarano, il più giovane d'Italia. Ricoprì la carica fino al 1965.
Fu deputato al Parlamento per la Democrazia Cristiana dal 1972 al 1979. La sua attività si svolse soprattutto nella politica sanitaria, rappresentando il gruppo DC nella Commissione sanità di Montecitorio. Aderì alla corrente di Carlo Donat-Cattin, del quale era amico. Durante il mandato di costui a ministro della sanità, ne fu consulente tecnico per tre anni, avendo anche modo di dirigere il Servizio Ospedali del ministero.
Al termine dei mandati parlamentari ricoprì il ruolo di dirigente amministrativo in istituzioni sanitarie pubbliche di rilievo, come il Policlinico San Matteo di Pavia e l'Istituto Ortopedico Rizzoli di Bologna..
Dal 2001 al 2018 fu presidente dell'Associazione Liberi Partigiani Italiani-Associazione Partigiani Cristiani di Reggio Emilia.
È morto a Reggio Emilia il 26 agosto 2023 presso l'ospedale Santa Maria Nuova. Il 29 agosto è stato celebrato il funerale a Castellarano, nella pieve di San Valentino.

## Opere
- Danilo Morini e Maria Caterina Russo, Manuale di legislazione sanitaria ad uso delle scuole e corsi per la formazione del personale infermieristico, tecnico e della riabilitazione, Firenze, Rosini, 1995, ISBN 88-86461-38-0.
- Danilo Morini, Morirò democristiano (il più tardi possibile), prefazione di Gerardo Bianco, Reggio Emilia, Imprimatur, 2015, ISBN 978-88-6830-148-4.